# Donje Zdjelice
Donje Zdjelice – wieś w Chorwacji, w żupanii kopriwnicko-kriżewczyńskiej, w gminie Virje. W 2011 roku liczyła 74 mieszkańców.